# Roca Ataúd
La roca Ataúd (en inglés: Coffin Rock) es un pequeño islote rocoso situado cerca de la costa noreste de la isla Visokoi del archipiélago Marqués de Traverse de las Islas Sandwich del Sur. Se encuentra cerca de la punta Dedo y el acantilado Montura. La Dirección de Sistemas de Información Geográfica de la provincia de Tierra del Fuego la califica de restinga y la ubica en las coordenadas 56°38′47″S 27°07′46″O / -56.64639, -27.12944.
La isla nunca fue habitada ni ocupada, y es reclamada por el Reino Unido como parte del territorio británico de ultramar de las Islas Georgias del Sur y Sandwich del Sur y por la República Argentina, que la hace parte del departamento Islas del Atlántico Sur dentro de la provincia de Tierra del Fuego, Antártida e Islas del Atlántico Sur.

## Toponimia
Su nombre fue dado en 1930 por el personal del buque británico RRS Discovery II de Investigaciones Discovery debido a su forma, que se semeja a la de un ataúd.